# Ingenio et Arti
Ingenio et arti (в пер. с латинского: «За науки и искусства») — датская гражданская медаль, которой награждаются заслуженные датские и иностранные деятели науки и культуры.

## История
Личная награда королей Дании. Впервые была введена и вручена в 1841 году королём Кристианом VIII. Медаль вручается как мужчинам, так и женщинам. Награждения проводятся нерегулярно, реже, чем два раза в год.
Первым кавалером Ingenio et arti стал в декабре 1841 года французский историк и переводчик Шарль-Анри Терно-Кемпен. Среди награждённых следует назвать художников Анну Анкер и Бьорна Нёргарда, скульпторов Пера Киркёбю (2001) и Анна Мари Карл-Нильсен (1927), балерин Анна Павлова (1927) и Кирстен Симоне, писательницу Карен Бликсен (1950), историка искусств Ханс-Эдварда Нёррегорд-Нильсена (2013), актрис Бетти Нансен (1907), Клару Понтоппидан (1931) и Анну Блох (1910), оперных певиц и актрис Биргит Нильссон, Эмилию Ульрих (1917) и Марию Ерицу (1927), кинорежиссёра Карла Теодора Дрейера (1963), немецких астрономов Карла Людвига Хенке и Иоганна Готтфрида Галле (оба в 1846), актрис Бодиль Ипсен (1922), Бодиль Кьер (1951) и Гита Нёрбю (2006), немецкую певицу Элизабет Шуман (1932), французского историка и дипломата графа Алексиса де Сен-При (1842), британскую актрису Маргарет Рутерфорд (1955), актёра Хенрика Лунда (1947), американскую хореографа и танцовщину Марту Грэм (1986), пианистку Агнес Адлер (1923), художницу Агнес Слот-Мёллер (1932), писателя, художника и учёного Пита Хейна (1985), американского актёра Джина Хершолта (1955), фарерского писателя Вильяма Хейнесена (1981), датского писателя и эссеиста Якоба Палудана (1951), гренландского композитора Йонатана Петерсена, музыканта и режиссёра Торбена Антона Свенсена (1974), оперного певца Лаурица Мельхиора (1936).